# Koppel (aandrijftechniek)

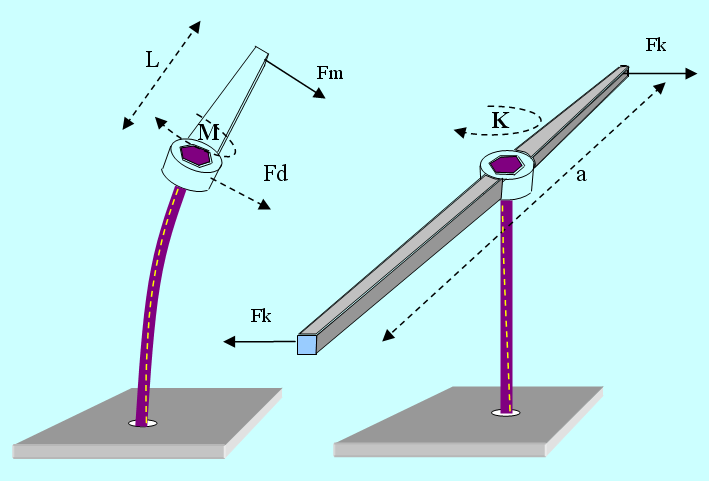
Koppel kracht lengte werkt op een as.
Het moment kracht lengte werkt ook op een as, maar oefent daarbij tevens een dwarskracht uit, die gelijk is aan.
Ter verduidelijking doet hier de as buigen.

Een koppel is een natuurkundige grootheid die een voorwerp doet draaien. Waar een kracht een voorwerp in de richting van de kracht in beweging brengt, heeft een koppel een rotatie-effect op een voorwerp rondom de as van het koppel. De term 'koppel' vindt zijn oorsprong in het effect van twee, een koppel, even grote maar tegengesteld gerichte krachten. De grootte van een koppel, ook koppelmoment genoemd, wordt uitgedrukt in de SI-eenheid voor koppel, de newtonmeter (Nm). De newtonmeter heeft dezelfde dimensie als de joule, de eenheid voor energie.
Er is sprake van een koppel als er meerdere krachten op een voorwerp worden uitgeoefend die op verschillende plaatsen op het voorwerp aangrijpen, zodat ze het voorwerp zouden kunnen laten draaien, maar de resultante gelijk is aan 0. De grootte van een koppel is gelijk aan de som van de momenten van de krachten, onafhankelijk van het gekozen referentiepunt.
Het verschil tussen een koppel en een moment is dat het krachtenspel van een koppel zodanig symmetrisch is dat er geen netto dwarskracht overblijft. Indien het voorwerp vrij kan bewegen of zou kunnen bewegen, vindt er alleen een rotatie en geen translatie van het voorwerp plaats.

## Vectorgrootheid
Een koppel heeft behalve een grootte tevens een richting, waarmee het een vectorgrootheid is.  Het verband tussen het koppel, de arm en de uitgeoefende kracht is als volgt:
{\displaystyle {\vec {T}}={\vec {r}}\times {\vec {F}}}
Daarin is
- {\displaystyle {\vec {T}}} het koppel in [Nm]
- {\displaystyle {\vec {r}}} de arm in [m]
- {\displaystyle {\vec {F}}} de kracht in [N]

Als een koppel wordt uitgeoefend op een lichaam, zal het impulsmoment veranderen volgens
{\displaystyle {\vec {T}}={\frac {\mathrm {d} {\vec {L}}}{\mathrm {d} t}}}
Daarin is
- {\displaystyle {\vec {L}}} het impulsmoment in [kg·m2/s]
- {\displaystyle t} de tijd in [s]

Deze bewegingsvergelijking voor rotaties heeft dezelfde vorm als de tweede wet van Newton. Er is echter een groot verschil in complexiteit tussen de formules voor de rotatie rond een as met een vaste richting, zoals bij de meeste draaiende machineonderdelen, en het algemene geval.

## Verbrandingsmotoren
De kracht die door de verbranding op de zuiger wordt uitgeoefend en via de drijfstang naar de krukas wordt afgevoerd, veroorzaakt op de krukas een koppel. Het toerental waarbij de vulling van de cilinder maximaal is, is het toerental waarbij het grootste koppel van de motor wordt bereikt. Een maximale hoeveelheid lucht betekent een maximale hoeveelheid brandstof, dus maximale energie uit de verbranding. Het maximaal leverbare koppel is een kenmerk van de kracht van een motor.
De koppelkromme geeft het verloop van de vullingsgraad aan.
Als vuistregel voor benzinemotoren kan men gebruiken, dit geldt voor bijna alle oudere wegvoertuigen, nieuwere voertuigen kunnen hier sterk van afwijken:
- vermogen: 9 kW of 12 pk per liter cilinderinhoud per 1000 toeren
- koppel: 85 Nm per liter motorinhoud

## Elektromagnetisme
Elektrische dipool in een elektrisch veld:
Zij {\displaystyle {\vec {p}}} het elektrische dipoolmoment van een elektrische dipool in een elektrisch veld {\displaystyle {\vec {E}}}, dan geldt voor het koppel {\displaystyle {\vec {\tau }}} uitgeoefend op deze dipool:
{\displaystyle {\vec {\tau }}={\vec {p}}\times {\vec {E}}}
Magnetische dipool in een magnetisch veld:
Zij {\displaystyle {\vec {\mu }}} het magnetische dipoolmoment van een magnetische dipool in een magnetisch veld {\displaystyle {\vec {B}}}, dan geldt voor het koppel {\displaystyle {\vec {\tau }}} uitgeoefend op deze dipool:
{\displaystyle {\vec {\tau }}={\vec {\mu }}\times {\vec {B}}}

### Elektromotoren
De kracht die door de uitgaande as van de elektromotor wordt uitgeoefend en via de uitgaande as wordt afgevoerd naar het aangedreven werktuig.
{\displaystyle P=T\cdot \omega }
Hierin is
{\displaystyle P} het asvermogen in [watt]
{\displaystyle T} het koppel in [Nm]
{\displaystyle \omega ={\frac {2\pi n}{60}}} de hoeksnelheid in [rad/s].
met
{\displaystyle n} het aantal omwentelingen per minuut, delen door 60 geeft omwentelingen per seconde
Bij elektromotoren spreekt men ook van losbreekkoppel en kipkoppel. Het losbreekkoppel is het draaimoment dat op de as wordt uitgeoefend bij het inschakelen van de motor. Het kipkoppel is het hoogste draaimoment dat de elektromotor afgeeft tijdens het opstarten. Het losbreekkoppel ligt vaak rond de 80% van het nominale koppel en het kipkoppel ligt vaak rond de 200 tot 250% van het nominale draaimoment.